# Adrien Cromme
 (décembre 2023).
La mise en forme du texte ne suit pas les recommandations de Wikipédia : il faut le « wikifier ».
Les points d'amélioration suivants sont les cas les plus fréquents :
- Les titres sont pré-formatés par le logiciel. Ils ne sont ni en capitales, ni en gras.
- Le texte ne doit pas être écrit en capitales (les noms de famille non plus), ni en gras, ni en italique, ni en « petit »…
- Le gras n'est utilisé que pour surligner le titre de l'article dans l'introduction, une seule fois.
- L'italique est rarement utilisé : mots en langue étrangère, titres d'œuvres, noms de bateaux, etc.
- Les citations ne sont pas en italique mais en corps de texte normal. Elles sont entourées par des guillemets français : « et ».
- Les listes à puces sont à éviter, des paragraphes rédigés étant largement préférés. Les tableaux sont à réserver à la présentation de données structurées (résultats, etc.).
- Les appels de note de bas de page (petits chiffres en exposant, introduits par l'outil «  Source ») sont à placer entre la fin de phrase et le point final[comme ça].
- Les liens internes (vers d'autres articles de Wikipédia) sont à choisir avec parcimonie. Créez des liens vers des articles approfondissant le sujet. Les termes génériques sans rapport avec le sujet sont à éviter, ainsi que les répétitions de liens vers un même terme.
- Les liens externes sont à placer uniquement dans une section « Liens externes », à la fin de l'article. Ces liens sont à choisir avec parcimonie suivant les règles définies. Si un lien sert de source à l'article, son insertion dans le texte est à faire par les notes de bas de page.
- La présentation des références doit suivre les conventions bibliographiques. Il est recommandé d'utiliser les modèles {{Ouvrage}}, {{Chapitre}}, {{Article}}, {{Lien web}} et/ou {{Bibliographie}}. Le mode d'édition visuel peut mettre en forme automatiquement les références.
- Insérer une infobox (cadre d'informations à droite) n'est pas obligatoire pour parachever la mise en page.

Pour une aide détaillée, merci de consulter Aide:Wikification.
Si vous pensez que ces points ont été résolus, vous pouvez retirer ce bandeau et améliorer la mise en forme d'un autre article.
Adrien Cromme, né à Louvain le 28 septembre 1590, mort à Bruxelles le 11 mai 1651, est un jésuite flamand.

## Biographie
Professeur d'Écriture sainte, connaissant bien les langues classiques (grec, hébreu et même un peu d'arabe), il succède à Cornélius a Lapide, mais ses compétences scripturaires font « pauvre impression » selon le jugement négatif de Ceyssens. Cromme est l'un des principaux opposants jésuites à Jansénius, et forme à ce titre une sorte « triumvirat anti-janséniste » avec Ignace Der Kennis et Jan De Jonghe. Lucien Ceyssens le qualifie de « patriarche de l'antijansénisme ». Cromme est une fréquentation régulière de Juan Caramuel lors de son séjour à Louvain, avec lequel il continue d'ailleurs d'entretenir une correspondance après son départ.

## Œuvres
- Centum quinquaginta psalmi Davidici, Anvers, 1652